# Norihisa Satake

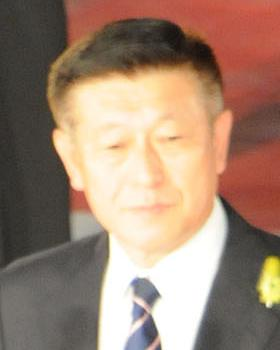
Norihisa Satake

Norihisa Satake (jap. 佐竹 敬久 Satake Norihisa; * 15. November 1947 in Kakunodate, Landkreis Semboku (heute: Stadt Semboku), Präfektur Akita) ist ein parteiloser japanischer Politiker und war von 2009 bis 2025 für vier Amtszeiten Gouverneur von Akita.
Satake, Absolvent der Universität Tōhoku, war ab 1972 Beamter in der Präfekturverwaltung. 1997 verließ er die Beamtenlaufbahn, um seinen Wechsel in die Politik vorzubereiten. Von 2001 wurde Satake für die erste von zwei vierjährigen Amtszeiten als Bürgermeister der Stadt Akita gewählt. Ab 2007 saß er der „Nationalen Bürgermeisterkonferenz“ (zenkoku shichōkai) vor. Fünf Monate vor Ablauf seines Mandats trat er im Februar 2009 zurück.
Seine Kandidatur als Unabhängiger bei der Gouverneurswahl am 12. April 2009 wurde von der LDP Akita, aber auch von den Sozialdemokraten und Gewerkschaftsvertretern unterstützt. Er gewann mit über 50.000 Stimmen Vorsprung vor Hiroshi Kawaguchi, der von den Demokraten unterstützt wurde, und zwei weiteren Kandidaten. Die Wahl galt nach dem Korruptionsskandal um den demokratischen Parteivorsitzenden Ichirō Ozawa im März 2009 auch als Stimmungstest für die Shūgiin-Wahl 2009, in der Ozawa den unpopulären Premierminister Tarō Asō herausfordern will.
Satake übernahm das Gouverneursamt am 20. April 2009 von Amtsvorgänger Sukeshiro Terata.
Die Präfekturbehörde ließ am 23. Juli 2012 verlauten, dass Norihisa Satake dem russischen Präsidenten Wladimir Putin einen Akita aus Dankbarkeit für den von Russland nach dem Großen Ostjapanischen Erdbeben 2011 geleisteten Beistand und Unterstützung schenken werde. Der am 24. April 2012 geborene Welpe ist weiblich und hat dichte rote Haare. Am 26. Juli 2012 reiste der Hund nach Moskau ab. Wladimir Putin hat selbst den Namen Yumi (japanisch 夢, Traum) für den Akita erkoren. Als Gegengeschenk empfing der Gouverneur von Akita einen sibirischen Kater. Der Kater wurde am 5. Februar 2013 in Gegenwart des russischen Botschafters Afanasjew dem Gouverneur dargereicht. Norihisa Satake hat dem Kater den Namen ミール, Mīru (abgeleitet von russisch мир, Friede) vergeben und wird ihn neben 7 anderen Katzen aufziehen. Der Gouverneur erklärte, dass für die Erfüllung unserer Träume (japanisch 夢, Yume) Friede (russisch мир) unentbehrlich sei. Mīru wog im Februar 2013 4 kg und war 50 cm groß.
2013 wurde Satake mangels Gegenkandidat ohne Abstimmung, 2017 gegen Vorgänger Terata mit Zweidrittelmehrheit wiedergewählt. Bei der Wahl 2021 forderte ihn der ehemalige Nationalabgeordnete Toshihide Muraoka (LDP, Ishin, DFP etc., später DVP) heraus, aber Satake setzte sich mit knapp unter 50 % der Stimmen gegen Muraoka (41 %) durch.
Zur Gouverneurswahl 2025 trat Satake nicht mehr an. Sein Vizegouverneur seit 2021, Kazumi Saruta, unterlag dem bisherigen LDP-Präfekturparlamentsabgeordneten Kenta Suzuki, der Satake am 20. April 2025 ablöste.

## Familie
Satake ist der 21. Chef des Hauses des Satake-Klans, der sich von den Minamoto ableitet und der bis zur Meiji-Restauration über mehrere Gebiete in den Provinzen Hitachi und Ugo herrschte. Ihr Stammland war seit Beginn der Edo-Zeit das Kubota-han (auch: Akita-han), mit der Hauptburg Kubota in der heutigen Stadt Akita.